# National Precursor Log Exchange
Le National Precursor Log Exchange (NPLEx, en français échange national de journaux de précurseurs) est un système d'enregistrement électronique en temps réel qui suit les ventes des précurseurs de la méthamphétamine, l'éphédrine et la pseudoéphédrine, aux États-Unis. Le programme est géré par la National Association of Drug Diversion Investigators (NADDI), financé par les fabricants de médicaments à base de pseudoéphédrine, et la technologie est fournie sous contrat par Apriss Inc.  En janvier 2014, 29 États avaient adopté une législation relative au NPLEx, et elle est mise en œuvre dans la plupart des autres États sur une base volontaire par les chaînes nationales de vente au détail.
Chaque fois qu'une personne achète un médicament précurseur auprès d'un détaillant participant, des informations d'identification sont recueillies au point de vente et soumises à NPLEx. Le système recoupe la vente avec d'autres achats effectués par cette personne pour déterminer si cette personne a acheté au-delà des quantités légales quotidiennes et mensuelles. La vente peut éventuellement être bloquée et le dossier est mis à la disposition des forces de l'ordre sur Internet.

## Critique
Plusieurs organismes chargés de l’application des lois ont signalé que le système n’était pas efficace pour arrêter la production de méthamphétamine ,,,. Le système est vulnérable au smurfing (« schtroumpfage »), une pratique dans laquelle plusieurs individus travaillent ensemble en achetant chacun une quantité légale de précurseurs et en les mettant en commun. La confusion des responsabilités du gouvernement et des entreprises privées a été remise en question, ainsi que les problèmes de confidentialité découlant de l'exactitude et de la conservation des dossiers.